# シャンデリア (架空の兵器)
シャンデリア（英: Chandelier）とは、バンダイナムコゲームス（現バンダイナムコエンターテインメント）のXbox 360用フライトシューティングゲーム『エースコンバット6 解放への戦火』に登場する架空の砲台。

## 概要
シャンデリアは、エースコンバットシリーズのストレンジリアル世界を舞台とした『エースコンバット6』に登場する超大型レールガン砲台である。
元々アネア大陸東部に位置するエストバキア連邦において小惑星ユリシーズの破片を破砕するために開発が進められたものだが、諸問題が発生しユリシーズ落着の日までに完成させることはできなかった。その後、ユリシーズ落着による未曾有の被害によって勃発したエストバキア内戦の中期に、主要勢力の一つであった東部軍閥が軍事転用を目的に開発を再開し、内戦終結後に一応の完成にこぎつけた。兵器としてはエメリア・エストバキア戦争末期に実戦投入されたが、エメリア軍の攻撃によって破壊された。

## 開発経緯
1994年12月、国際天文学連合（IAU）は小惑星ユリシーズが1999年7月に地球へ落着するという予測を出し、1996年4月に中央ユージア連合（FCU）はこれを確定情報として全世界に公表した。当初、被害範囲はユージア大陸に集中すると考えられていたが、1998年6月に探査衛星によって小惑星本体の組成がより鮮明化したことで、ユリシーズは大別して2つのグループに離散しアネア大陸東部にも落着することが発覚し、同年7月にIAUは調査結果を報告した。新たに加えられた隕石の落着予測範囲はユージア大陸諸国が開発しているストーンヘンジの射程外であり、アネア大陸諸国は隕石落着までわずか1年という短期間に独自の対策を講じる必要が生じた。
アネア大陸東部のエストバキア連邦ではユリシーズの破片を破砕するため、多数のミサイルを搭載するスタウロス弾頭を射出するための超巨大レールガンユニットの開発を開始した。レールガンの開発は難航し検証を重ねるごとに大型化していき、それに伴って基部旋回機構の開発も頓挫した。ユリシーズ落着の日までにシャンデリアは完成せず、砲身の一部が建造されるに留まった。
ユリシーズに対し有効な対抗策を打てなかったエストバキアでは、北東部を中心に多数の隕石が落着し経済やインフラは崩壊した。政治家や官僚は国外へ逃亡し、台頭した軍人たちによってエストバキア内戦が勃発した。内戦中期に東部軍閥はシャンデリアの軍事転用を企図し開発が再開された。内戦中に開発は完了しなかったが、内戦終結後の2014年に一応の完成を見た。

## 構造
基部旋回機構は13.23km2の氷塊を基部にし、MHD推進機構によって水上での旋回能力を付与することで完成した。この氷塊には特殊な珪素高分子が混合され、融点が高く衝撃に強い。また、MHD推進機構の副産物として12ノットの航行力を持つ。ただし消費電力の増大に加えて排熱機構に問題を抱えており、頻繁なメンテナンスが必要であった。氷塊の中に埋め込まれるような形でスタウロス弾頭運搬用のコンベアがあり、その奥にシャンデリアの各種施設や冷却装置が備えられている。巨大な砲身はスタウロス用のコンベアの真上に伸びており、鉄骨によって支えられている。施設の側には航空機用の滑走路と格納庫が存在する。砲身の冷却装置は計13基備えており、そのうちの1つは非常用としてコンベアの奥に設置されている。これらすべてが破壊された場合に備えて、砲身を上下に開き排熱ができる構造になっている。施設各所には対空機関砲や高射砲、地対空ミサイルが設置され防空網を構築している。

## スタウロス
スタウロスとは、シャンデリアから発射されるミサイルコンテナ弾のことである。内部には多数の巡航ミサイルが格納されており、目標地点手前までレールガンによる超高速飛翔を行った後に分散、個別に目標へと突入する。
巡航ミサイルの格納数については、作中では9発格納している物と15発格納している物が確認できる。

## 戦歴
エメリア・エストバキア戦争において、エメリア軍の反攻によってエストバキア軍が敗色濃厚になる中、東部軍閥出身で中央軍管区司令官兼エメリア遠征軍総司令官のグスタフ・ドヴロニク上級大将の指揮下で実戦投入された。エメリア軍が首都グレースメリアを奪還した2016年3月31日の夜に実戦運用され、ソーン島付近に展開していたシャンデリアはグレースメリアに向けてスタウロスを発射した。スタウロスは飛翔後、グレースメリア手前で多数の巡航ミサイルを分離。しかし分離した巡航ミサイルは警戒飛行中だった航空部隊と地上の防空部隊によって多くが迎撃され、致命的な損害は与えられなかった。排熱トラブルによってシャンデリアは砲撃の一時中断を余儀なくされた。エメリア軍はスタウロスの弾道から発射点を特定し、航空部隊をソーン島付近まで向かわせた。
翌4月1日、エメリア軍機がソーン島近辺に展開する中で、グレースメリアのラジオ局から民間人による通信が行われ、民間人への無差別砲撃に疑問を抱いたエストバキア軍のヴィクトル・ヴォイチェク中佐から入手したシャンデリアのデータが送信された。冷却装置が弱点であることを知ったエメリア軍はシャンデリアに攻撃を加えた。シャンデリアには元々設置されていた対空兵器の他に、イージス艦、巡洋艦、駆逐艦、対空ミサイル艇からなる艦隊や、精鋭部隊のシュトリゴン隊などを含めた大規模な航空部隊による防衛部隊が配備されていた。シャンデリアはグレースメリアへの砲撃を再開しており、少なくとも1発は発射されている。
戦闘により12基あった外部の冷却装置はすべて破壊され、エストバキア軍は非常用冷却装置を起動させた。この際にエメリア軍のガルーダ隊2番機を務めるマーカス・ランパート中尉は非常用冷却装置の目標データをAWACSに送信するため、対空砲火に晒されながらも単機でコンベアの奥に強行突入し偵察に成功した。対空砲によって墜落する直前にAWACSへと送られたデータを元に、ガルーダ隊1番機を務めるタリズマンによって非常用冷却装置が破壊された。エストバキア軍は最終手段として砲身を上下に開き直接排熱を行うが、砲身にタリズマンが突入し内部のコアを破壊して脱出、夜が明ける中、シャンデリアは各所で爆発が発生し砲身は崩壊、その機能を停止した。
なお、シャンデリアの指揮を執っていたドヴロニク上級大将は戦死した。この後、エストバキアでは首都で反体制派によるクーデターが勃発して軍事政権が崩壊したことでエメリア・エストバキア両軍の間における大規模戦闘は終結し、5月下旬にエメリア・エストバキア間で休戦協定が締結されたことで戦争は終結した。